# SINGULAR
Singular, es un sistema de álgebra computacional (CAS) para cálculos polinómicos con énfasis especial en las necesidades del álgebra conmutativa, de la geometría algebraica, y de la teoría de singularidades. Como sistema especializado, su objetivo no es proporcionar toda la funcionalidad de un CAS de propósito general.
Algunas de sus características son:
- Principales objetos de cómputo: polinomios, ideales y módulos sobre una gran variedad de anillos.
- Gran variedad de algoritmos implementados, bien en el núcleo (escrito en C/C++), o como bibliotecas.
- Uso de lenguaje de programación similar a C.
- Documentación extensa.
- Disponible para la mayoría de las plataformas de las máquinas y logiciales: Unix (HP-UX, SunOS, Solaris, Linux, AIX), Windows, Macintosh.

SINGULAR es desarrollado por el equipo SINGULAR en el departamento de Matemáticas de la Universidad de Kaiserslautern bajo dirección de Gert-Martin Greuel, Gerhard Pfister y Hans Schönemann.